# Варлам Миславський
Власій Вербицький (у чернецтві Варлаам) (р.народж. невід., Київ — 30 липня 1791, Київ) — церковний діяч, педагог, богослов, у 1784–1791 роках ректор Києво-Могилянської академії, ректор Харківського колегіуму в 1777—1779 рр..

## Життєпис
Народився у Києві, однак дата народження наразі невідома.
Освіту здобув у Києво-Могилянській академії. По завершенні навчання прийняв чернечий постриг.
Відразу по завершенні навчання був запрошений до Харківського колегіуму бути викладачем риторики, обіймав у закладі ряд викладацьких посад і зрештою 1775 року був призначений бути ректором даного колегіуму.
1777 року, перебуваючи на посаді ректора, обіймає також посаду архімандрита Покровського монастиря у Харкові. На посаді ректора згаданого закладу перебував до 1779 року.
Впродовж 1779–1784 рр. обіймав посаду архімандрита Борисо-Глібського монастиря у м. Ростові.
10 серпня 1784 року був призначений на посаду ректора Києво-Могилянської академії та архімандритом Києво-Братського монастиря, а з ліквідацією останнього 1786 року — архімандритом Михайлівського Золотоверхого монастиря. Очолював монастир та академію до самої смерті 30 липня 1791 року.
У його біографії є декілька дискусійних епізодів — так, одна з версій припускає, що він є братом іншого знаного церковного діяча Самуїла Миславського. Існує версія про настоятельство ним однієї з церков Кролевця 1763 року та про прийняття чернечого постригу у Харкові.